# Караман (ил)
Караман (тур. Karaman) — ил на юге Турции.

## География
Ил Караман граничит с илами Анталья на юго-западе, Мерсин на юге, Конья на севере.

## История
- 8000 — 5000 год до н. э. — первые поселения
- до VI века до н. э. — территория Хеттского царства
- до 1100 — Римская империя и Византия
- XI век — сельджуки
- 1256 — Караманиды, с 1306 — султанат Караман (Конья)
- 1466 — Османская империя
- 1919 — освободительные войны
- 1923 — основание республики Турция, Караман стал частью провинции Конья.

## Население
Население — 243 210 жителей (2009). Административный центр — город Караман.

## Административное деление
Ил Караман делится на 6 районов:
1. Айранджы (Ayrancı)
2. Башъяйла (Başyayla)
3. Эрменек (Ermenek)
4. Караман (Karaman)
5. Казымкарабекир (Kazımkarabekir)
6. Сарывелиер (Sarıveliler)

## Достопримечательности
- крепости Караман, Эрменек (Фиран) и Меннан;
- медресе Бинбиркилисе, Хатуние, Эмир-Муса, Ибрагим-Бей с кухней для ведняков, Тол;
- мечети: Гаферъяд (Эрменек, Казымкарабекир);
- село Йолларбаши (Илисра);
- мечети Гаджи-Бейлер, Актекке (Валиде султан), Арапазаде, Паша, Дикбасан (Фасих), Акчашехир, Сипас и Мимар-Эмир-Рустем-паша;
- мечеть и келья Юнуса Эмре и монастырь дервишей;
- мечеть шейхов Челеби и Акча-Мезджит;
- усыпальница и сооружение Караманоглу;
- мост Бычакчи и Ала;
- колодец с семью трубами;
- водный источник Еди Олуклу;
- городской музей в Карамане;
- Бинбиркилисе у Карадага и центр Маденшехир;
- места для отдыха в лесу Гёкче;
- пещера Марасполи.

Подземные города, пещеры, духовные центры, разнообразные изделия народного творчества привлекают в провинцию большое количество туристов.

## Культура
- Неделя культуры и искусства 5-12 мая